# Gregorius IX
Gregorius IX, född Ugolino di Conti cirka 1155 i Anagni, död 22 augusti 1241, var påve 19 mars 1227 – 22 augusti 1241. 

## Biografi
Påve Gregorius IX föddes som greve Ugolino di Conti, och började sin bana under sin onkel Innocentius III. Han blev 1198 kardinaldiakon av Sant'Eustachio, 1206 kardinalbiskop av Ostia och Velletri, var legat i mellersta Italien och Tyskland (1207, 1209) och 1221 korstågspredikant i Italien. Hans namn är även förbundet med franciskanernas äldsta historia. 
19 mars 1227 valdes han till påve. Den påvliga kurians yttre historia under Gregorius fylles av hans bittra kamp med kejsar Fredrik II. Inom den inre kyrkliga förvaltningen uppmuntrande Gregorius tiggarordnarna, och organisatoriskt tog han kampen mot kätterierna genom inrättandet av särskilda inkvisitionstribunal. 
Stor betydelse har Gregorius pontifikat haft för den kanoniska rättens utveckling. Genom Raimund av Peñafort lät han utarbeta en dekretalsamling som han med annullering av äldre samlingar och förbud mot nya (bullan Rex pacificus 5 september 1234) översände till universiteten i Paris och Bologna som kyrklig lagbok. Utan gensagor mottogs den också som sådan av universiteten. Detta innebar en avgörande seger för den mest vittgående teorin om påvens lagstiftningsrätt.